# Liste der denkmalgeschützten Objekte in Kumberg
Die Liste der denkmalgeschützten Objekte in Kumberg enthält die 12 denkmalgeschützten, unbeweglichen Objekte der Gemeinde Kumberg im steirischen Bezirk Graz-Umgebung.

## Denkmäler
| Foto  |                 | Denkmal                                                                               | Standort                                     | Beschreibung | Metadaten |
| ----- | --------------- | ------------------------------------------------------------------------------------- | -------------------------------------------- | --- | --- |
| ja    | Datei hochladen | Ortskapelle Pircha HERIS-ID: 98115 Objekt-ID: 113994                                  | bei Grazer Straße 147 Standort KG: Gschwendt | | BDA-Hist.: Q37771340 Status: § 2a Stand der BDA-Liste: 2025-06-30 Name: Ortskapelle Pircha GstNr.: .94 Ortskapelle Pircha, Kumberg                                                          |
| ja    | Datei hochladen | Bildstock HERIS-ID: 98188 Objekt-ID: 114079                                           | Gschwendter Straße Standort KG: Gschwendt    | | BDA-Hist.: Q37771544 Status: § 2a Stand der BDA-Liste: 2025-06-30 Name: Bildstock GstNr.: 1168/1 Bildstock Gschwendter Straße, Kumberg                                                      |
| ja    | Datei hochladen | Kath. Pfarrkirche hl. Stephan und ehem. Friedhof HERIS-ID: 51599 Objekt-ID: 57285     | Am Platz Standort KG: Kumberg                | Seit 1197 ist eine Kapelle an dieser Stelle nachgewiesen, diese wurde durch eine romanische Kirche und diese um 1700 wiederum durch einen Neubau ersetzt. Die Kirche wurde 1777 zur Pfarrkirche erhoben. Das Langhaus ist dreijochig mit Kreuzgratgewölbe auf Wandpfeilern, der Chor ist zweijochig mit halbrunder Altarnische. Der quadratische Turm mit Zwiebelhelm und die Sakristei im Süden haben möglicherweise einen mittelalterlichen Kern. Die schlichte Westfront ist mit Lisenen gegliedert und weist Ochsenaugen auf. Die Ausstattung stammt überwiegend aus dem 18. Jahrhundert, nur der Hochaltar ist aus 1870.                                          | BDA-Hist.: Q2083339 Status: § 2a Stand der BDA-Liste: 2025-06-30 Name: Kath. Pfarrkirche hl. Stephan und ehem. Friedhof GstNr.: .11 Pfarrkirche Kumberg                                     |
| ja    | Datei hochladen | Bildstock HERIS-ID: 98194 Objekt-ID: 114085                                           | bei Am Platz 1 Standort KG: Kumberg          | | BDA-Hist.: Q37771553 Status: § 2a Stand der BDA-Liste: 2025-06-30 Name: Bildstock GstNr.: 1039/4                                                                                            |
| ja    | Datei hochladen | Pfarrhof HERIS-ID: 98108 Objekt-ID: 113987                                            | Am Platz 18 Standort KG: Kumberg             | | BDA-Hist.: Q37771312 Status: § 2a Stand der BDA-Liste: 2025-06-30 Name: Pfarrhof GstNr.: .12                                                                                                |
| ja    | Datei hochladen | Figurenbildstock hl. Joseph HERIS-ID: 98339 Objekt-ID: 114250seit 2017                | Meierhöfenstraße 71 Standort KG: Kumberg     | | BDA-Hist.: Q37771885 Status: Bescheid Stand der BDA-Liste: 2025-06-30 Name: Figurenbildstock hl. Joseph GstNr.: 153/2                                                                       |
| ja    | Datei hochladen | Flur-/Wegkapelle HERIS-ID: 98340 Objekt-ID: 114251                                    | bei Meierhöfenstraße 4 Standort KG: Kumberg  | | BDA-Hist.: Q37771894 Status: § 2a Stand der BDA-Liste: 2025-06-30 Name: Flur-/Wegkapelle GstNr.: 236/1                                                                                      |
| ja BW | Datei hochladen | Kiesnerhof HERIS-ID: 98335 Objekt-ID: 114246                                          | Meierhöfenstraße 87 Standort KG: Kumberg     | | BDA-Hist.: Q37771871 Status: § 2a Stand der BDA-Liste: 2025-06-30 Name: Kiesnerhof GstNr.: .9                                                                                               |
| ja    | Datei hochladen | Schloss Kainberg HERIS-ID: 37255 Objekt-ID: 36346                                     | Schloss Kainberg Weg 6 Standort KG: Kumberg  | Ein Wehrbau an dieser Stelle ist für das 13. Jahrhundert nachgewiesen, das heutige Schloss wurde 1570–1575 im Renaissance-Stil erbaut. Es ist ein dreigeschoßiger Vierflügelbau um einen rechteckigen Innenhof. An den vier Ecken befinden sich Türme mit Pyramidendächern, im Westen tritt ein mächtiger Uhrturm mit Laterne hervor. An der Hofseite befinden sich dreigeschoßige Säulenarkaden, die im 19. Jahrhundert größtenteils verglast wurden. Der große Saal weist Laub-Bandlwerk-Stuck aus dem zweiten Viertel des 18. Jahrhunderts und einen Empire-Ofen auf. Ein Eckzimmer hat eine Renaissance-Kassettendecke, andere Räume haben neobarocke Stuckdecken. | BDA-Hist.: Q2241792 Status: Bescheid Stand der BDA-Liste: 2025-06-30 Name: Schloss Kainberg GstNr.: .1/1 Schloss Kainberg, Kumberg                                                          |
| ja    | Datei hochladen | Ehem. Gasthaus mit Kegelbahn vulgo Schmied HERIS-ID: 98197 Objekt-ID: 114088seit 2012 | Schmiedgraben 13 Standort KG: Kumberg        | | BDA-Hist.: Q37771563 Status: Bescheid Stand der BDA-Liste: 2025-06-30 Name: Ehem. Gasthaus mit Kegelbahn vulgo Schmied GstNr.: 372/3, .18/1, .18/2, 372/1 Ehemaliges Gasthaus vulgo Schmied |
| ja    | Datei hochladen | Dorfkreuz Rabnitz HERIS-ID: 98154 Objekt-ID: 114044                                   | bei Dorfstraße 1 Standort KG: Rabnitz        | | BDA-Hist.: Q37771480 Status: § 2a Stand der BDA-Liste: 2025-06-30 Name: Dorfkreuz Rabnitz GstNr.: 1017/1                                                                                    |
| ja    | Datei hochladen | Ehem. Bachwirt HERIS-ID: 89009 Objekt-ID: 103604                                      | Grazer Straße 43 Standort KG: Rabnitz        | | BDA-Hist.: Q37731053 Status: Bescheid Stand der BDA-Liste: 2025-06-30 Name: Ehem. Bachwirt GstNr.: .58/1 Bachwirt Kumberg                                                                   |

## Ehemalige Denkmäler
| Foto |                 | Denkmal                         | Standort                          | Beschreibung | Metadaten                                                                                  |
| ---- | --------------- | ------------------------------- | --------------------------------- | ------------ | ------------------------------------------------------------------------------------------ |
| BW   | Datei hochladen | Mühle Objekt-ID: 114266bis 2012 | bei Seeweg 2 Standort KG: Kumberg |              | BDA-Hist.: Q106685929 Status: § 2a Stand der BDA-Liste: 2012-06-06 Name: Mühle GstNr.: 464 |